# DDR-Straßen-Radmeisterschaften 1956

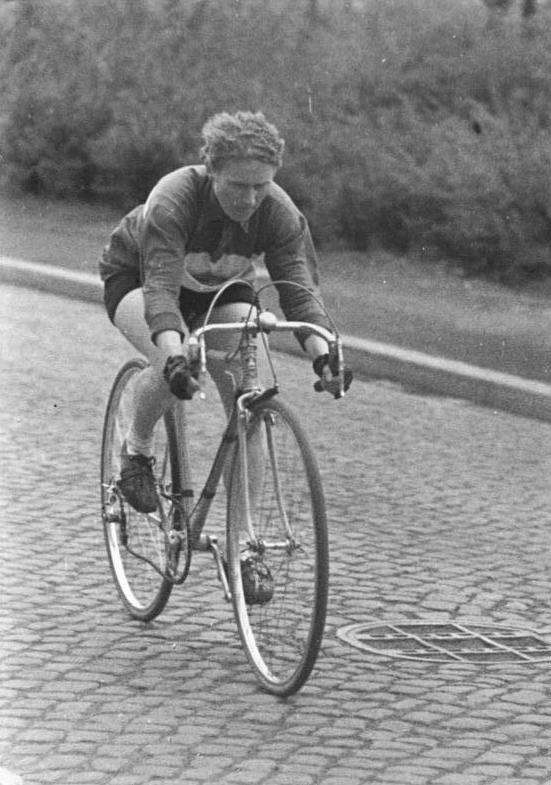
Elfriede Vey, erste DDR-Meisterin im Frauen-Straßenrennen

Bei den Straßen-Radmeisterschaften 1956 wurden in der Entscheidung im Einzelstraßenrennen Erich Hagen vom SC DHfK Leipzig und im Mannschaftszeitfahren der  SC Wismut Karl-Marx-Stadt neue Meister der DDR. Bei der erstmals ausgetragenen Frauenmeisterschaft siegte die Freibergerin Elfriede Vey.

## Einzelmeisterschaft (Männer)

### Modus
Die Einzelmeisterschaft der Straßenfahrer wurde in zwei Läufen ausgetragen. Die Platzierungen wurden in Punkte umgewandelt. Für den ersten Platz gab es 20 Punkte, danach 19, 18 usw.

### 1. Lauf, 24. Juni 1956
Der erste Lauf zur Einzel-Straßenmeisterschaft wurde als ein 100-km-Zeitfahren ausgetragen. Die Strecke verlief von Stendal nach Wolmirstedt und zurück. Bei regnerischem Wetter gingen 53 Fahrer an den Start, unter ihnen war auch der Titelverteidiger Horst Tüller vom SC Einheit Berlin. Neben den widrigen Witterungsverhältnissen wurden die Aktiven auch durch den schlechten Straßenzustand gehandicapt. Der Straßenbelag bestand aus feinem Splitt, der bei der Feuchtigkeit zu zahlreichen Reifenschäden führte. Leidtragender war neben anderen Horst Tüller, der zweimal den Reifen wechseln musste. Da er dabei fremde Hilfe in Anspruch nahm, wurde er disqualifiziert, nachdem er zur Wende noch in Front gelegen hatte. Nur 29 Fahrer standen das Rennen durch. Die schnellste Zeit fuhr der Ex-Magdeburger Gustav-Adolf Schur, der nur 25 Kilometer vom Wendepunkt Wolmirstedt beheimatet war. Der jetzt für den SC DHfK Leipzig startende Fahrer siegte mit einem Vorsprung von knapp fünf Minuten vor seinem Mannschaftskameraden Rolf Töpfer, der sich nach dem Wendepunkt noch vom fünften Platz nach vorne gearbeitet hatte. 
|     | Fahrer             | Mannschaft                | Zeit (h)  | Punkte |
| --- | ------------------ | ------------------------- | --------- | ------ |
| 1.  | Gustav-Adolf Schur | SC DHfK Leipzig           | 2:30:43,3 | 20     |
| 2.  | Rolf Töpfer        | SC DHfK Leipzig           | 2:35:41,5 | 19     |
| 3.  | Helmut Stolper     | SC Wismut Karl-Marx-Stadt | 2:36:43,0 | 18     |
| 4.  | Erich Hagen        | SC DHfK Leipzig           | 2:38:32,5 | 17     |
| 5.  | Johannes Schober   | SC Wismut Karl-Marx-Stadt | 2:39:05,5 | 16     |
| 6.  | Heinz Zimmermann   | SC DHfK Leipzig           | 2:39:34,9 | 15     |
| 7.  | Wolfgang Grupe     | SC DHfK Leipzig           | 2:39:57,3 | 14     |
| 8.  | Voigt              | BSG Stahl Riesa           | 2:39:57,4 | 13     |
| 9.  | Günter Oldenburg   | SC Einheit Berlin         | 2:40:21,6 | 12     |
| 10. | Roland Henning     | SC DHfK Leipzig           | 2:40:54,2 | 11     |
| 0 … |                    |                           |           |        |

### 2. Lauf, 29. Juli 1956
Beim zweiten und entscheidenden Lauf um die Straßen-Einzelmeisterschaft hatten 65 Fahrer beim 51. Rund um Berlin 230 Kilometer zu bewältigen. Zwar war diesmal das Wetter trocken aber heiß, und die Strecke ließ wegen der zahlreichen Schlaglöcher auch diesmal zu wünschen übrig. Zwei geschlossene Bahnschranken und Materialfehler bei den Rennrädern beeinflussten den Rennverlauf erheblich. Einer der Leidtragenden war diesmal der Gewinner des ersten Laufs, Gustav-Adolf Schur, der sich bereits nach 57 Kilometern durch einen Sturz das Hinterrad beschädigte, und dadurch im weiteren Rennverlauf gehandicapt war. Er brauchte fünf Minuten, um sein Rad wieder in Gang zu bringen, es gelang ihm jedoch nicht mehr, die Spitze des Feldes zu erreichen. Diese hatte sich bei Kilometer 98 mit den Fahrern Rudi Kirchhoff, Benno Funda und dem unbekannten Hans-Joachim Bohr vom SC Einheit Berlin gebildet. Vergeblich versuchten verschiedene Gruppen, zu dem Trio aufzuschließen, das später zu einem Duo schrumpfte, als Funda das Tempo nicht mehr mithalten konnte. Eine sich schließende Bahnschranke bremste später Bohr aus, sodass Kirchhoff allein dem Ziel entgegenfahren konnte. Er gewann das Rennen mit einer knappen Minute Vorsprung vor dem unglücklichen Bohr. Erich Hagen kam wie im ersten Lauf als Vierter ins Ziel und erreichte damit die Punktzahl 34, die keiner seiner Konkurrenten überbieten konnte. Damit gewann Hagen die Straßen-Einzelmeisterschaft 1956. 
|     | Fahrer            | Mannschaft                  | Zeit (h)     | Punkte |
| --- | ----------------- | --------------------------- | ------------ | ------ |
| 1.  | Rudi Kirchhoff    | SC Dynamo Berlin            | 6:05:16      | 20     |
| 2.  | Hans-Joachim Bohr | SC Einheit Berlin           | 6:06:12      | 19     |
| 3.  | Benno Funda       | SC Einheit Berlin           | 6:07:00      | 18     |
| 4.  | Erich Hagen       | SC DHfK Leipzig             | 6:07:08      | 17     |
| 5.  | Heinz Fiedler     | SC DHfK Leipzig             | 6:07:08      | 16     |
| 6.  | Johannes Schober  | SC Wismut Karl-Marx-Stadt   | 6:08:21      | 15     |
| 7.  | Horst Zeidler     | BSG Turbine Gaswerke Berlin | gleiche Zeit | 14     |
| 8.  | Siegfried Wustrow | SC DHfK Leipzig             | gleiche Zeit | 13     |
| 9.  | Wolfgang Braune   | SC DHfK Leipzig             | 6:11:30      | 12     |
| 10. | Armin Speck       | SC Einheit Berlin           | 6:11:30      | 11     |
| 0 … |                   |                             |              |        |

### Endstand
|     | Fahrer             | Mannschaft                | Punkte |
| --- | ------------------ | ------------------------- | ------ |
| 1.  | Erich Hagen        | SC DHfK Leipzig           | 34     |
| 2.  | Johannes Schober   | SC Wismut Karl-Marx-Stadt | 31     |
| 3.  | Rolf Töpfer        | SC DHfK Leipzig           | 28     |
| 4.  | Gustav-Adolf Schur | SC DHfK Leipzig           | 28     |
| 5.  | Heinz Fiedler      | SC DHfK Leipzig           | 23     |
| 6.  | Rudi Kirchhoff     | SC Dynamo Berlin          | 20     |
| 7.  | Hans-Joachim Bohr  | SC Einheit Berlin         | 19     |
| 8.  | Siegfried Wustrow  | SC DHfK Leipzig           | 19     |
| 9.  | Benno Funda        | SC Einheit Berlin         | 18     |
| 10. | Helmut Stolper     | SC Wismut Karl-Marx-Stadt | 18     |
| 0 … |                    |                           |        |

## Einzelmeisterschaft (Frauen)
Am 29. Juli 1956 wurde die erste DDR-Straßen-Radmeisterschaft ausgetragen. Es beteiligten sich sieben Fahrerinnen, überlegene Siegerin über eine Distanz von 50 Kilometern wurde die Freibergerin Elfriede Vey mit zwei Minuten Vorsprung vor Hildegard Schreyer aus Potsdam.
|    | Fahrerin           | Mannschaft                     | Zeit (h)     |
| -- | ------------------ | ------------------------------ | ------------ |
| 1. | Elfriede Vey       | BSG Einheit Freiberg           | 1:44:30      |
| 2. | Hildegard Schreyer | SG Dynamo Potsdam              | 1:46:50      |
| 3. | Helga Szukowski    | SG Dynamo Berlin               | 1:48:55      |
| 4. | Karin Hänsel       | BSG Einheit Freiberg           | gleiche Zeit |
| 5. | Steffi Posern      | BSG Aufbau Altenburg           | gleiche Zeit |
| 6. | Brigitte Erdmann   | BSG Wismut Süd Karl-Marx-Stadt | 1:49:12      |
| 7. | Erika Fuchs        | BSG Lok Magdeburg              | 1:50:13      |

## Mannschaftszeitfahren (Männer)
Am Mittwoch, dem 25. Juli 1956 wurde auf dem östlichen Berliner Autobahnring zwischen Schwanebeck und dem Wendepunkt in Königs Wusterhausen die DDR-Meisterschaft im 100-km-Mannschaftszeitfahren ausgetragen. Das Rennen fand bei stürmischem und regnerischem Wetter statt. Vorjahresmeister SC Einheit Berlin wurde vom Pech verfolgt, nach 40 Kilometern stürzte Armin Speck, kurz danach erlitt Werner Malitz zunächst einen Reifenschaden um dann später auch noch zu stürzen. Am Wendepunkt lag zunächst die Mannschaft des SC DHfK Leipzig in Front, auf der Rückfahrt erwiesen sich die Fahrer des SC Wismut Karl-Marx-Stadt Lothar Meister I, Lothar Meister II, Helmut Stolper, Johannes Schober, Bernhard Trefflich und Manfred Reichmann als das schnellere Team und holte sich den Meistertitel mit einem Vorsprung von 25,4 Sekunden vor den Leipzigern. 
|     | Mannschaft                | Zeit (h)  |
| --- | ------------------------- | --------- |
| 1.  | SC Wismut Karl-Marx-Stadt | 2:18:21,2 |
| 2.  | SC DHfK Leipzig I         | 2:18:46,6 |
| 3.  | SC Einheit Berlin         | 2:21:06,3 |
| 4.  | SC DHfK Leipzig II        | 2:21:34,3 |
| 5.  | SC Dynamo Berlin          | 2:21:49,4 |
| 0 … |                           |           |